# М'єра (Кантабрія)
М'єра (ісп. Miera) — муніципалітет в Іспанії, у складі автономної спільноти Кантабрія. Населення — 462 осіб (2009).
Муніципалітет розташований на відстані близько 320 км на північ від Мадрида, 22 км на південь від Сантандера.
На території муніципалітету розташовані такі населені пункти: Аханедо, Ла-Кантолья, Ла-Каркоба (адміністративний центр), Іріас, Лінто, Міронес, Мортесанте, Лос-Пумарес, Солана, Ла-Тоба, Ла-Вега.

## Демографія
Динаміка населення (INE ):

## Галерея зображень

Розташування муніципалітету